# Lemberské knížectví
Lemberské knížectví (německy Herzogtum Löwenberg, polský Księstwo Lwóweckie) bylo jedním ze středověkých slezských knížectví, existující však jen po velmi krátkou dobu. Vzniklo v roce 1281 vydělením z knížectví Javorského a zaniklo roku 1286 jeho opětovným včleněním. Mělo pouze jednoho jediného panovníka a jeho sídlením městem byl Lwówek Śląski.

## Historie

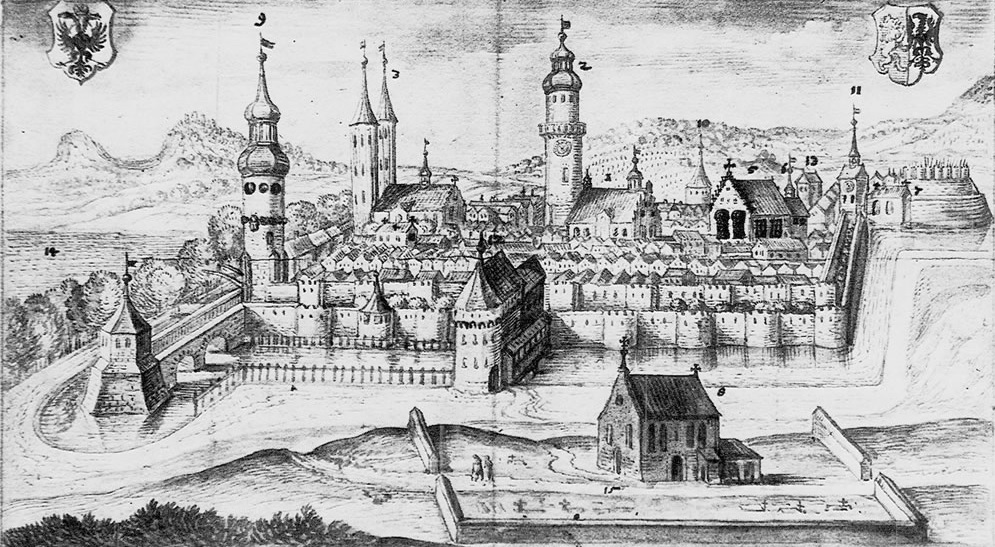
Lwówek Śląski v 16. století

Jediným vládcem Lemberského knížectví byl Bernard Hbitý. V roce 1281 jeho bratr Boleslav I. Surový vydělil část území Javorského knížectví. V roce 1286 zemřel Bernard bez potomků. Sídlem knížectví byl Lwówek Śląski. Knížectví se pak znovu stalo součástí Javorského knížectví. K důležitým opěrným bodům knížectví patřily hrady Wleń, Gryf a Lwówek.